# 畠山高政
畠山 高政（はたけやま たかまさ）は、戦国時代の紀伊・河内国の守護大名・戦国大名。畠山尾州家（畠山政長流）の当主。

## 生涯
大永7年（1527年）、または享禄4年（1531年）、畠山政国の嫡男として生まれた。
高政が若年の頃の畠山氏は、細川氏綱を奉じて細川晴元に対抗するなどしていたが、河内国における実権はほぼ守護代の遊佐長教に握られており、そのこともあってか高政の父・政国は出家し紀伊に遁世していた。その遊佐長教は天文20年（1551年）5月に暗殺されている。
天文21年（1552年）9月29日、高政は家督を継いだ。天文22年（1553年）3月6日までに、次郎四郎から尾張守へ名乗りを改める。同年の将軍・足利義輝と三好長慶の争いでは長慶に丹下盛知・安見宗房を援軍に送るなど、遊佐長教が長慶と結んで以来の同盟関係を維持している。
永禄元年（1558年）11月30日、安見宗房との対立が表面化し、高政は居城の河内高屋城から堺に逃れ、その後紀伊へと移った。永禄2年（1559年）8月、三好氏が兵を出したことにより高屋城に復帰するも、高政は安見宗房と和睦し、永禄3年（1560年）6月、三好氏による河内侵攻を受けた。同年10月、高政と宗房は三好長慶に降伏し、堺へ退去した。
永禄4年（1561年）7月、和泉岸和田城にいる三好長慶の弟・十河一存が死去したのに合わせ、高政は根来衆らとともに紀伊から和泉に進軍した。この時、近江の六角義賢が高政の動きに呼応し、細川晴元の次男・晴之を擁して京へと軍を進めた。
永禄5年（1562年）3月5日、和泉久米田の戦いにおいて、長慶の弟である三好実休を討ち取るという戦果を収めて、高屋城を奪還する。しかし、続く5月20日の河内教興寺の戦いに敗れ、高政は高屋城から大和宇智郡に逃れ、紀伊へと退いた。この敗戦により畠山氏は河内の大部分を失うことになったが、永禄6年（1563年）9月には遊佐長教の子の河内守護代・遊佐信教が南河内の金剛寺に判物を発給するなどしており、河内における影響力は一部維持していた。
永禄8年（1565年）5月、将軍・足利義輝が三好三人衆らに討たれる永禄の変が起きると、高政は家督を弟の政頼（後の秋高）に譲った。なお、遊佐信教・安見宗房が秋高を当主に擁立し高政を追放したとの話が『足利季世記』に記載されるが、信憑性の高い史料には見られず、内容も永禄元年（1558年）の安見宗房と高政の争いの焼き直しであり、事実ではないとされる。
永禄11年（1568年）9月、足利義昭が織田信長とともに上洛し室町幕府が再興されると、同年10月、高政は秋高とともに幕府に出仕した。高政は高屋城に在城する秋高の後見人として在京して、幕府や織田信長との交渉に当たったとみられ、永禄13年（元亀元年、1570年）3月および5月に在京していることが確認できる。また同年10月に三好三人衆が河内に侵攻した際は、河内に下向して戦った。
天正元年（1573年）に弟・秋高が遊佐信教に殺害されると、高政はしばしば再興を画策するも果たせなかったという。天正3年（1575年）には、信長により高屋城が破却された。
天正4年（1576年）10月15日、高政は死去した。『両畠山系図』などによると享年50という。晩年の高政はキリスト教の洗礼を受けており、池田丹後守や伊智地文太夫（畠山氏内衆）らと関わりがあったことから、彼らからキリスト教を紹介されたのではないかと推測されている。観心寺で没したとも、貞政が在城する紀伊岩室城で死去したともいう｡